# Oban (Argyll and Bute)
Pour les articles homonymes, voir Oban.
Oban (An t-Oban en gaélique écossais) est un port de la côte ouest écossaise, dépendant du conseil d'Argyll et Bute. Il compte un peu plus de 8 000 habitants. La ville est un centre touristique qui bénéficie de liaisons maritimes vers les îles Hébrides. C'est aussi un port de pêche et le siège d'une distillerie de whisky.

## Histoire

### Toponymie
L'étymologie du nom de la ville provient de la langue gaélique. Òb signifiant baie et an étant un diminutif, le sens d'Oban est donc petite baie.

### Préhistoire
Oban et ses environs immédiats recèlent plusieurs grottes occupées au Mésolithique. Leurs découvertes sont souvent fortuites, liée aux terrassements précédant les nouvelles constructions de la ville. La typologie des outils trouvés dans ces grottes a permis de définir un faciès Obanien. Elles ont parfois connu une réutilisation plus tardive comme lieu de sépulture au Néolithique.
Les fouilles menées en 1895 dans la grotte MacArthur ont mis au jour des outils en os du Mésolithique, datés de la seconde moitié du Ve millénaire avant notre ère. Les fouilleurs ont aussi trouvé huit outils en silex dans cette couche mésolithique. Au sommet du remplissage de la grotte on a trouvé les restes d'au moins quatre individus plus récents. Les fouilles de 1894 de la grotte Raschoille, située sur la route de Glenshellach, ont fourni des restes d'au moins 20 personnes comprenant essentiellement des crânes et des os longs. Ils sont datés du Néolithique (entre - 4000 et - 3000 ans). La grotte a aussi livré des déchets alimentaires : arêtes de poissons, os d'oiseaux et de petits mammifères, nombreuses coquilles de mollusques surtout des bigorneaux mais aussi des patelles, des coques, des coquilles Saint Jacques et des huîtres. Ces rebus sont datés du Mésolithique  (entre - 6500 et - 6000 ans). En 1898, les fouilles de l'abri sous roche de Druimvargie livra un niveau de coquillage ainsi que des outils en particulier des harpons. La ressemblance du matériel archéologique trouvé avec celui de la grotte de MacArthur la fait dater du Mésolithique et classer comme appartenant à la culture olbanienne.

### Moyen Âge: le château de Dunhollie

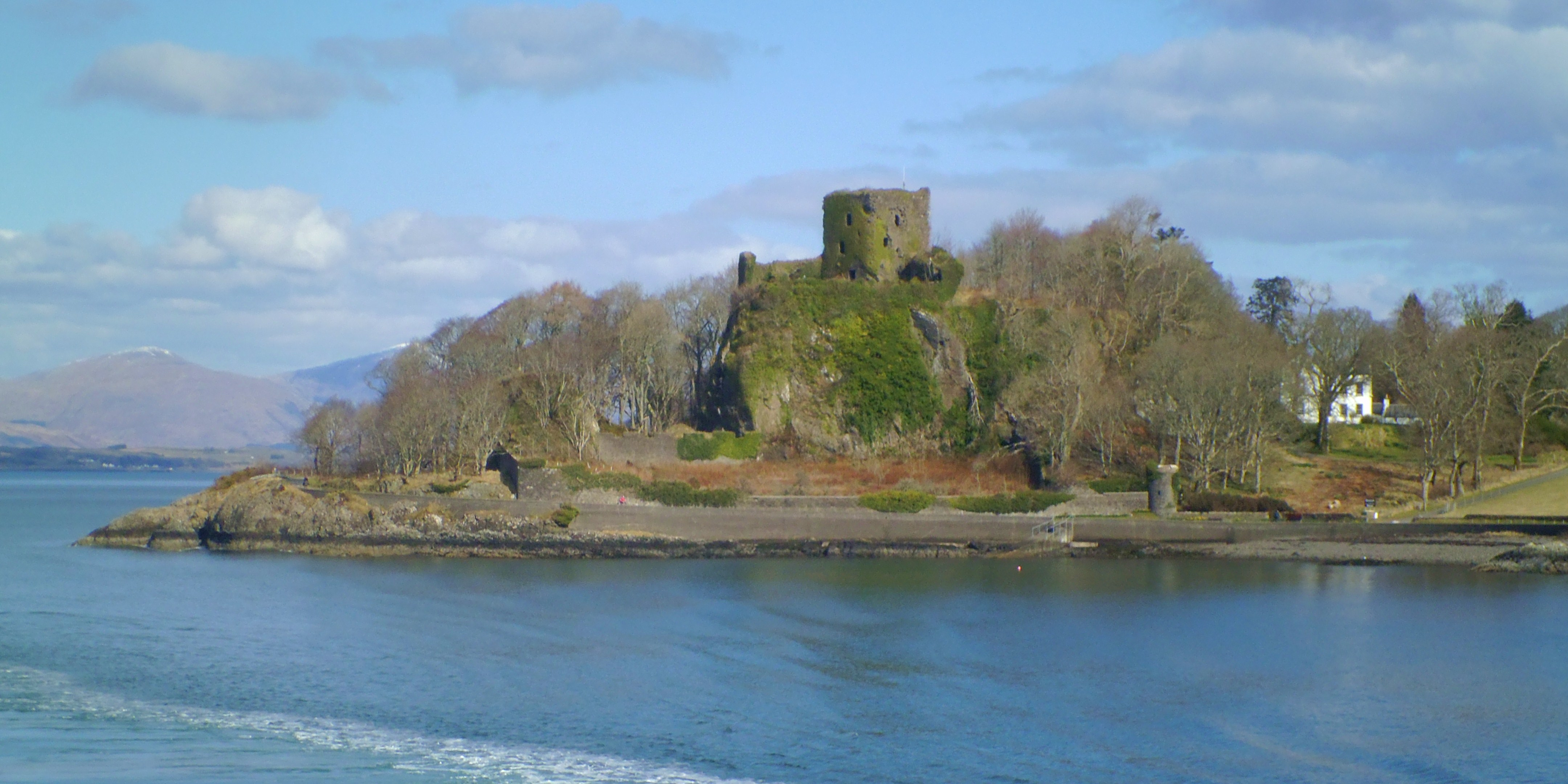
Château de Dunollie - XVe siècle

Dunhollie est une forteresse située à la limite nord de la ville d'Oban. Elle est attestée dès le Haut Moyen Âge sous le nom gaélique de Dún Allaig meic Briúin (forteresse d'Ollach fils de Brion) dans le récit du Táin Bó Fraich (Le vol des vaches de Fraich), daté du début du VIIIe siècle. Le héros : Fraich, y fait un séjour, de retour de son expédition chez les Pictes, avant de rentrer en Ulster. La forteresse est aussi mentionnée cinq fois dans les Annales d'Ulster entre 686 et 734. Elle apparaît comme un centre politique et militaire au nord du royaume gaël de Dál Riada. Les fouilles archéologiques montrent qu'après l'achèvement de la conquête du Dál Riada, par les Pictes en 741, la forteresse continue d'être utilisée pendant près de deux siècles.
Au XIIIe siècle le château est rebâti par le troisième chef des MacDougall, Ewan. Il devient alors le siège du clan MacDougall. Le château actuel date d'une reconstruction du XVe siècle,.

### XVIIIesiècle: la fondation de la ville
La ville d'Oban elle-même n'est pas d'une grande ancienneté. Elle se développe à partir du milieu du XVIIIe siècle autour de bureaux de douane et de poste. En 1786, le gouvernement tente d'encourager la pêche par des primes, sans grand succès. En 1791, la population recensée atteint 591 habitants et en 1796 les frères Stevenson ouvrent un chantier naval. Ces derniers deviennent d'importants commerçants, organisant des liaisons commerciales régulières vers Glasgow, Liverpool et les ports irlandais grâce à leurs propres bateaux. En 1809, pendant les guerres napoléoniennes, un régiment de 1200 hommes est recruté localement et stationne à Oban.

### 1811-1975: la mise en place et évolution des institutions municipales
Oban fait historiquement partie du comté d'Argyll, de la Terre de Lorne (Land of Lorne) et de la paroisse civile (civil Parish) de Kilmore et Kilbride. Elle obtient son statut municipal en 1811 et le perd en 1975 à la suite des réformes et redécoupages administratifs liés au Local Government Act écossais de 1973. En 1975, le comté d'Argyll et la paroisse civile de Kilmore et Kilbride sont eux aussi supprimés. En 1811, le conseil municipal est constitué d'un prévot (provost), de deux baillis (bailies) et de quatre conseillers (councillors), compétents en matière juridique pour les affaires mineures civiles et criminelles. La peine du pilori est alors en vigueur même si elle ne semble pas en usage. Entre 1811 et 1975, le statut municipal évolue. Elle est d'abord élevée au rang de Bourg de Baronie (Burgh of Barony) en 1811, titre qu'elle conserve jusqu'en 1862. En 1833, elle obtient le titre de Bourg Parlementaire (Parlementary Burgh), en 1851 celui de Bourg de Police (Police Burgh), le nombre de conseillers passe alors de 4 à 6. Enfin, en 1930, elle devient un Petit Bourg (Small Burgh) et en 1959 la municipalité est élargie aux dépens du district de South Lorn,.

### XIXeetXXesiècles: le développement urbain et touristique
En 1826, ouvre une première banque, succursale de la National Bank of Scotland. La banque la plus proche est alors à Invereray à 68 km au sud par la route. 1839 voit la fondation d'une société savante à vocation scientifique et littéraire : l'Oban Scientific an Literary Association. Elle sera suivie de nombreuses associations sportives et de loisirs. En 1847 la ville reçoit la visite de la reine Victoria et du prince consort Albert. En 1851 débutent les rotations de bateaux à vapeur, à destination des touristes.

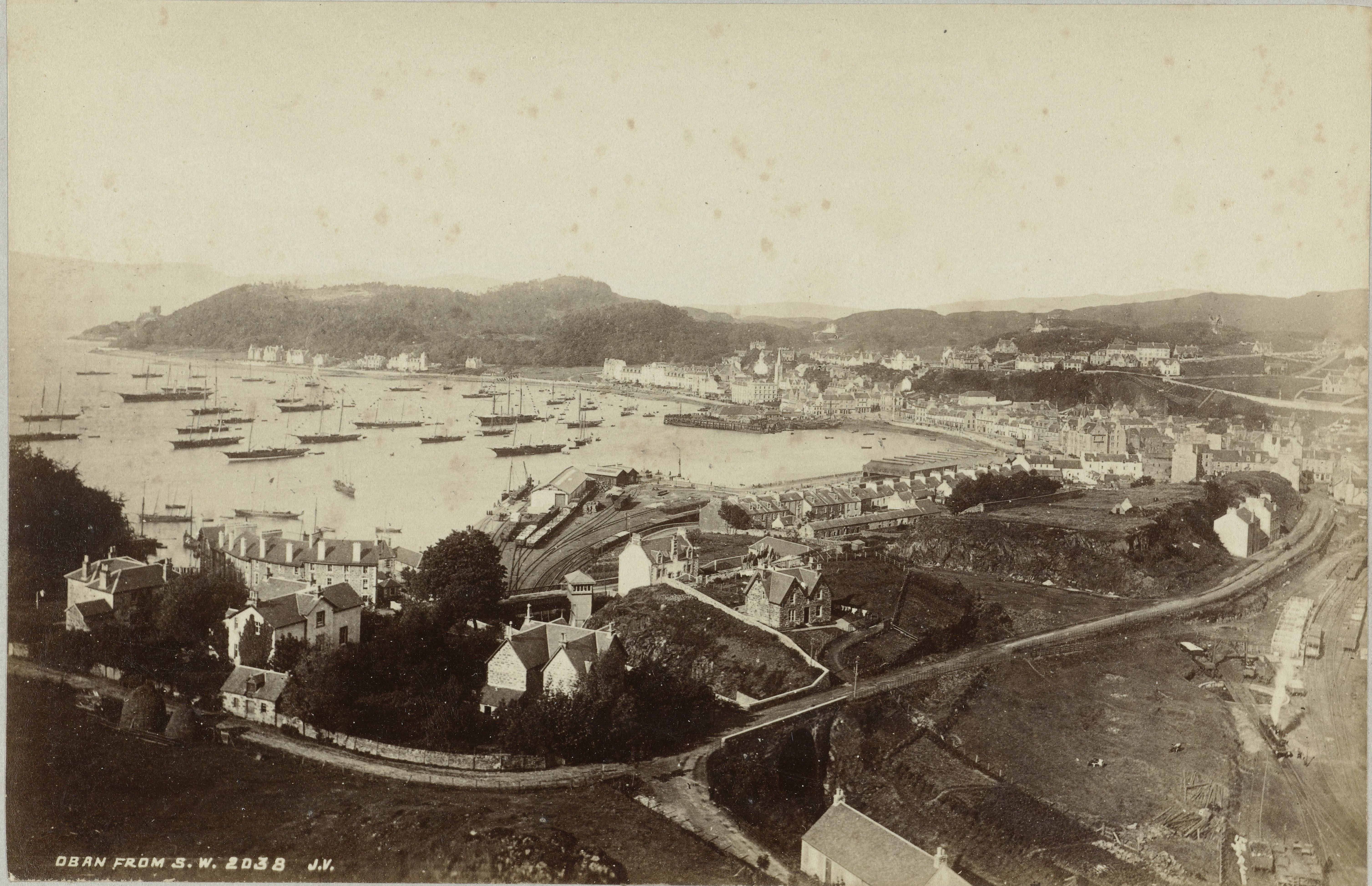
Vue générale d'Oban - fin XIXe siècle

 En 1880, la ligne de chemin de fer Callander-Oban est ouverte permettant de relier le port à Glasgow et Édimbourg. En 1881, l'approvisionnement en eau provient de deux réservoirs situés sur les hauteurs de la ville à Glencruitten et totalisant 50 000 m3. Il est insuffisant en cas de sécheresse. Un nouveau réservoir pouvant contenir 400 000 m3 est ajouté, permettant d'alimenter une population théorique de 20 000 habitants. Fin XIXe siècle, l'économie de la ville est centrée sur le tourisme qui bénéficie de nombreux hôtels tandis que plusieurs circuits, en particulier en bateau, permettent de visiter les environs. Au premier rang de ces circuits figure la visite de l'ancien monastère fondé par Saint Colomba à Iona et la grotte de Fingal à Staffa. De plus, la ville possède alors une distillerie de whisky ; sert de port d'attache à quelques bateaux de pêche hauturière et d'entrepôt pour alimenter les îles Hébrides. La ville comprend dix églises appartenant à huit obédiences différentes parmi lesquelles : presbytériennes écossaises, épiscopale écossaise ou catholique romaine. La presse comprend trois hebdomadaires : The Oban Times, The Oban Telegraph et The Oban Express. L'enseignement est assuré par deux grandes écoles publiques et des institutions religieuses épiscopalienne ou catholique romaine. Il faut y ajouter un orphelinat et plusieurs écoles privées.
Pendant la Seconde Guerre mondiale, l'activité du port d'Oban est importante, à la fois pour les navires marchands et les navires de la Royal Navy. Pour assurer la protection du port, une boucle de détection de sous-marins est installée entre Ganavan et l'île de Mull d'une part et entre l'île de Mull et la péninsule de Movern d'autre part. Elle permet de détecter les navires et les sous-marins entre Oban, Mull et Lismore. En 1956, le premier câble téléphonique transatlantique est mis en service entre Oban et Clarenville à Terre-Neuve.

## Culture

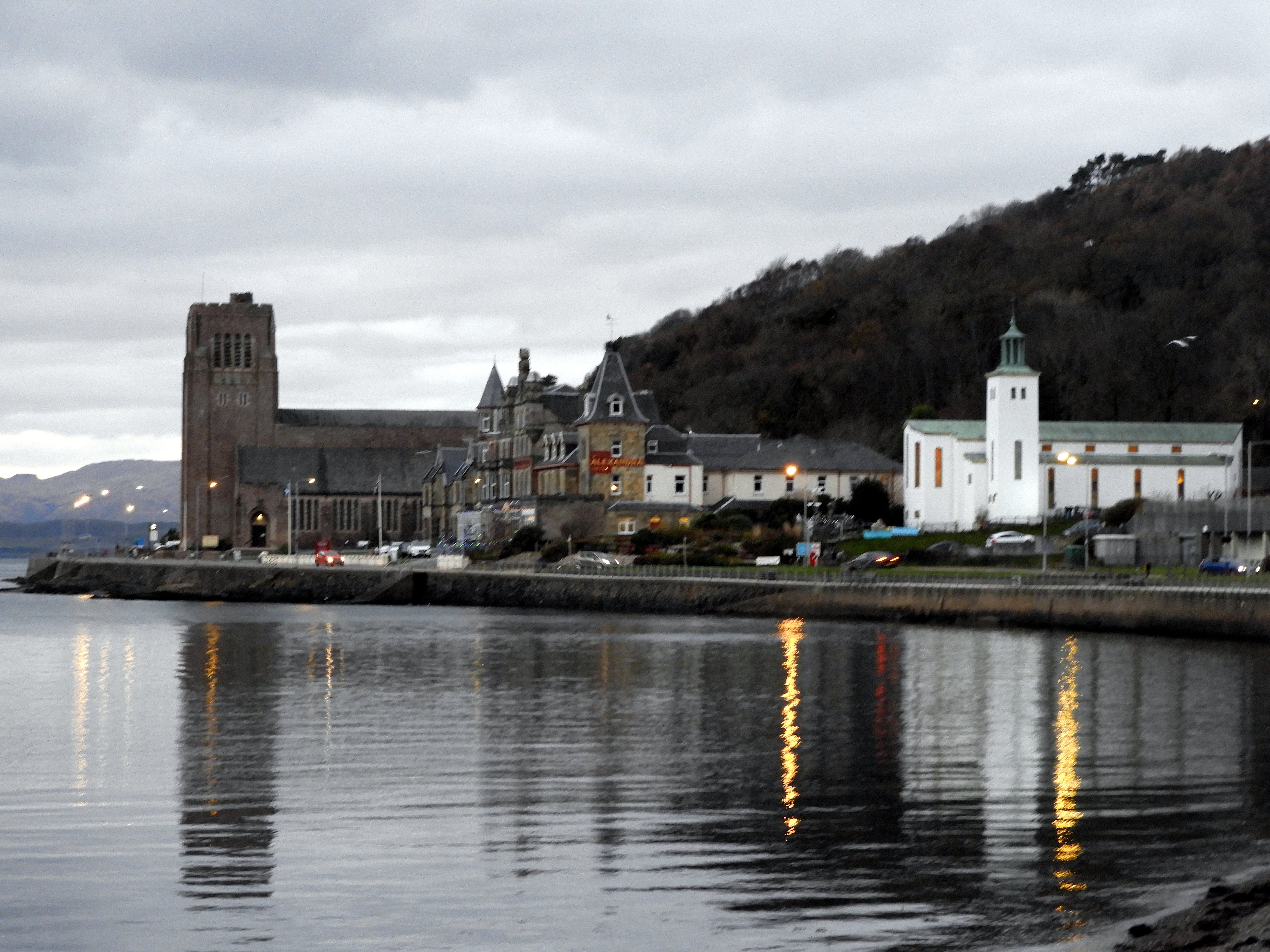
Cathédrale Saint Colomba, à gauche et l'église du Christ de Dunollie, désacralisée, à droite.

### Architecture
Les attraits d'Oban résident dans le Waterfront Centre ; la Cathédrale Saint Columba catholique romaine, édifice néogothique (1932-1959) emblématique de la ville ; la Cathédrale Saint-Jean-le-Divin de l'église épiscopalienne écossaise, édifice néogothique (1863-1910) ; la distillerie d'Oban (1794) ; le château de Dunollie (XVe siècle) ; le château de Dunstaffnage (XIIIe siècle) et la McCaig's Tower, vaste enceinte (1895-1902) dominant la ville, inspirée du Colisée de Rome.

### Festivals
Les Argyllshire Gatherings ou Oban Games sont une compétition traditionnelle artistique et sportive qui se tient annuellement à la fin de l'été depuis 1871. Ils comprennent des concours de dance et de cornemuse pour les disciplines artistiques. Les épreuves sportives comptes des épreuves de courses et de sauts ainsi que des épreuves de forces tels des lancers de poids ou de marteau ou encore l'épreuve dite "Tossing the Caber".
Le Highlands & Islands Music & Dance Festival se tient chaque printemps depuis 1984 et peut réunir plus de 1000 participants. Le festival comprend des concours de chants, de dance et de musique instrumentale. Outre le violon et l'accordéon, on trouve parmi les disciplines représentées : la harpe, le piano ainsi que les cuivres et bois. Il se tient dans divers lieux à travers la ville avec des spectacles en extérieur ou en salle.
Le Mòd est un festival d'automne annuel consacré à la culture gaélique fondé en 1891 à Oban. Les trois premières éditions  en 1892, 1893 et 1894 ont eu lieu à Oban, où il se produit généralement une fois par décennie. Il comprend des concours de chant, dance et conte auxquels peuvent s'ajouter des compétitions sportives tel des épreuves de shinty,,. Ce festival s'inscrit dans la persistance de la culture gaélique, avec près de 700 personnes capables de parler la langue à Oban en 2011.

### Musées
Le War and Peace Museum s'intéresse à l'histoire militaire et civile de la ville d'Oban. Le musée est fondé en 1995 en tant qu'exposition temporaire destinée à commémorer la fin de la seconde guerre mondiale. Par la suite l'exposition s'enrichit, devenant permanente et s'installant en 2006 au rez de chaussée de l'ancien édifice de l'Oban Times, sur le port. Le musée s'intéresse en particulier à l'histoire du port : pêche, phrares et balises ; au développement des transports et communications ainsi qu'à la seconde guerre mondiale avec le stationnement de forces aériennes australienne, canadienne, étatsunienne et hydravions de la Royal Air Force.
L'Oban Distillery Visitor Centre propose une visite guidée de la distillerie d'Oban permettant de découvrir l'histoire du site et le processus de fabrication du whisky.
Le 1745 House Museum situé dans la demeure seigneuriale au pied du château médiéval présente une importante collection d'objets témoignant du travail et de la vie domestique en Argyll.

### Oban dans la littérature
- Le rayon vert de Jules Verne,
- Le seigneur des Îles (The lord of the Isles) de sir Walter Scott.

## Géographie

### Situation
Oban, cité portuaire de la côte occidentale de l'Écosse, est bâtie sur la rive sud du Firth de Lorn à sa jonction avec le détroit de Mull, le Loch Etive et le Loch Linnhe. La ville fait face aux îles de Lismore et de Mull ansi qu'à la péninsule de Movern. Le port est protégé de la houle du large grâce à l'île de Kerrera qui le sépare du Firth de Lorn. Le Firth de Lorn constitue l'extrémité sud du Glen More, vallée qui traverse les Hautes-terres d'Écosse de part en part selon un axe nord-est/sud-ouest depuis le Moray Firth et Inverness.

### Administration
Administrativement la ville d'Oban se situe en Écosse, l'une des nations constitutives du Royaume-Uni, dans l'aire du conseil d'Argyll et Bute. Le conseil d'Argyll et Bute constitue l'autorité locale disposant des compétences municipales à Oban. Toutefois, il existe un conseil communautaire local (Oban Community Council) consultatif et sans pouvoir exécutif. Le ressort de ce conseil s'étend à toute l'agglomération d'Oban incluant : Longsdale et Dunollie au nord, Glencruitten à l'est, Soroba, Lower Soroba, Glen Shellach et Pulpit Hill au sud. Les villages de Ganavan au nord et de Gallanach au sud ainsi que l'île de Kerrera font aussi partie de son ressort. Celui-ci est limité par les ressorts des conseils communautaires de Bunbeg et de Connel au nord et par celui de Kilmore and Kilbride au sud,,.
Oban est jumelée avec les villes de : 
 Laurinburg, Caroline du Nord (États-Unis) ;
 Gorey, comté de Wexford (Irlande) .

### Démographie
La population d'Oban atteint 8 574 habitants au recensement de 2011, pour 8 120 à celui de 2001. Malgré sa petite taille, c'est la plus grande ville entre Helensburgh et Fort William. Elle voit sa population triplée durant la saison touristique.
| 1791 | 1841  | 1851  | 1861  | 1871  | 1881  | 1897  | 1911  | 1921  |
| ---- | ----- | ----- | ----- | ----- | ----- | ----- | ----- | ----- |
| 591  | 1 398 | 1 742 | 1 936 | 2 413 | 3 986 | 5 000 | 5 557 | 6 344 |

| 1931  | 1951  | 1961  | 1971  | 2001  | 2011  | 2016  | 2021  | - |
| ----- | ----- | ----- | ----- | ----- | ----- | ----- | ----- | - |
| 5 759 | 6 226 | 6 869 | 6 900 | 8 070 | 8 574 | 8 460 | 8 060 | - |

## Transports
La voie naturelle du Glen More est utilisée par la route A82 pour relier Oban à Fort Williams, Inverness et le nord des Hautes-Terres. Vers le sud-est la route A85 traverse les monts Grampians pour rallier Glasgow. Enfin vers le sud, Oban est connectée au chef-lieu d'Argyll et Bute, Lochgilphead, par la route A816. La ville est desservie par des bus urbains et interurbains de la société West Coast Motors,.

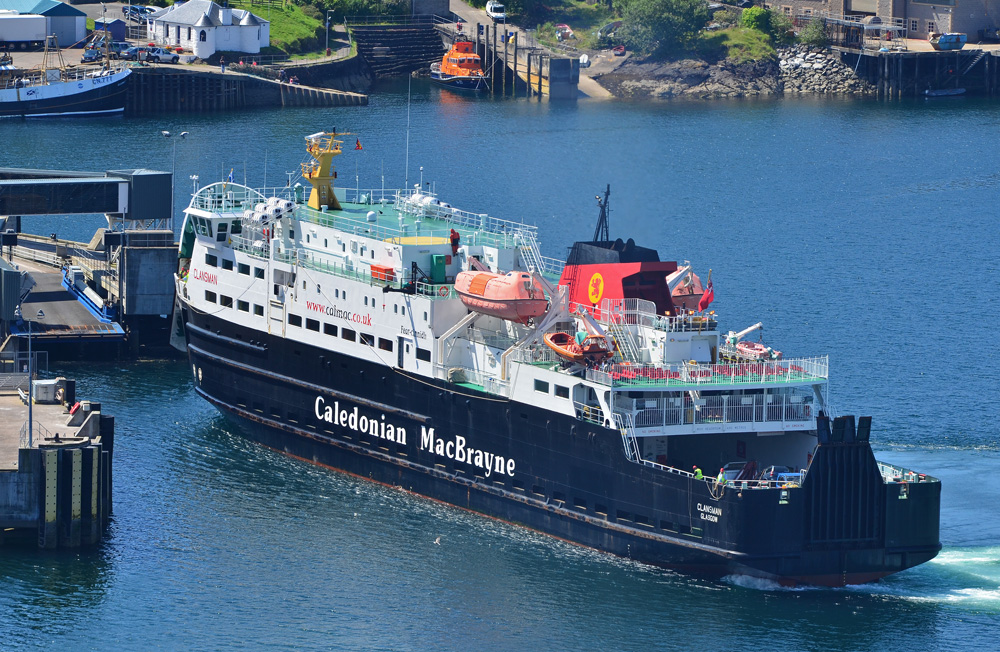
Mise à quai au terminal ferry d'Oban du Clansman

Oban est aussi le terminus d'une ligne de chemin de fer provenant de Glasgow exploitée par ScotRail. Celle-ci est interconnectée aux terminaux ferry du port. Les lignes maritimes sont gérées par la compagnie Caledonian MacBrayne. Les traversiers desservent des localités des Hébrides Intérieures et Extérieures :
- Balliemore à Kerrera depuis Gallanach,
- Achnacroish à Lismore,
- Craignure à Mull,
- Scalasaig à Colonsay
- Arinagour à Coll et Scarinish à Tiree,
- Castlebay (Bàgh a'Chaisteil) à Barra (Barraigh),
- Lochboisdale à South Uist[36],[35].

L'aérodrome d'Oban appartient au Conseil d'Argyll et Bute. Il se situe sur la rive nord du Loch Etive à North Connel. Il dessert les îles de Coll, Tiree, Islay et Colonsay par des lignes régulières de la compagnie Hebridean Air Services,.

## Climat
La ville d'Oban connaît un climat tempéré océanique classé Cfb dans la classification de Köppen. Il est marqué par un pluviométrie annuelle importante qui dépasse les 1 700 mm.
| Mois                                | jan.   | fév.   | mars   | avril  | mai    | juin   | jui.   | août   | sep.   | oct.   | nov.   | déc.   | année    |
| ----------------------------------- | ------ | ------ | ------ | ------ | ------ | ------ | ------ | ------ | ------ | ------ | ------ | ------ | -------- |
| Température minimale moyenne (°C)   | 2,67   | 2,59   | 3,41   | 4,96   | 7,06   | 9,63   | 11,35  | 11,39  | 9,93   | 7,47   | 4,96   | 2,86   | 6,54     |
| Température maximale moyenne (°C)   | 7,54   | 7,83   | 9,33   | 11,9   | 14,94  | 16,81  | 18,2   | 18,12  | 16,21  | 13,07  | 10,3   | 7,99   | 12,69    |
| Ensoleillement (h)                  | 32,37  | 62,64  | 94,87  | 147,22 | 192,13 | 171,03 | 134,98 | 135,42 | 99,09  | 77,65  | 46,29  | 33,27  | 1 226,96 |
| Précipitations (mm)                 | 206,21 | 156,01 | 137,13 | 91,59  | 94,92  | 95,79  | 88,43  | 109,93 | 140,89 | 189,33 | 178,26 | 197,92 | 1 727,89 |
| Nombre de jours avec précipitations | 20,45  | 17,37  | 17,37  | 13,8   | 13,84  | 14,19  | 15,67  | 16,77  | 16,3   | 18,95  | 19,68  | 19,62  | 204,01   |

| Diagramme climatique                                  |                |                |               |                |                |                |                  |                 |                 |                |                |
| J                                                     | F              | M              | A             | M              | J              | J              | A                | S               | O               | N              | D              |
| 7,542,67206,21                                        | 7,832,59156,01 | 9,333,41137,13 | 11,94,9691,59 | 14,947,0694,92 | 16,819,6395,79 | 18,211,3588,43 | 18,1211,39109,93 | 16,219,93140,89 | 13,077,47189,33 | 10,34,96178,26 | 7,992,86197,92 |
| Moyennes : • Temp. maxi et mini °C • Précipitation mm |                |                |               |                |                |                |                  |                 |                 |                |                |

## Économie

### Le tourisme et les services

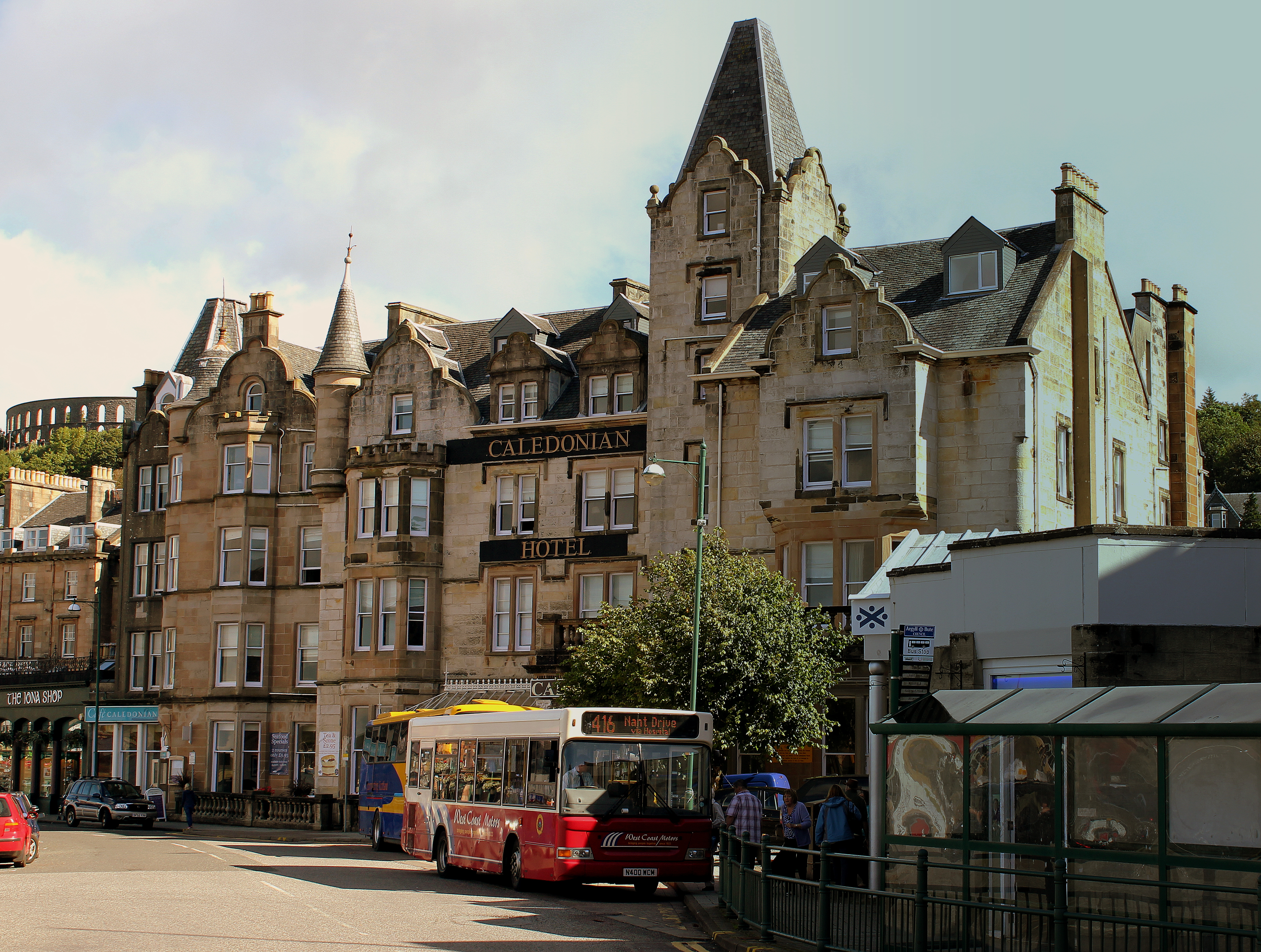
Le Caledonian Hotel en 2013

Oban possède plusieurs grands hôtels et de nombreuses pensions de famille, mais aussi des campings et des gîtes permettant d'accueillir un large public. Elle bénéficie toujours de l'interconnexion du rail en provenance de Glasgow et des traversiers à destination des Hébrides. Mais aujourd'hui, les touristes utilisent davantage la route, elle aussi directement reliée au terminal ferry du port. Le tourisme entraine le développement de l'offre commerciale au voisinage du port et en périphérie où se situe un grand supermarché. Sur le port une proportion importante des commerces est spécifiquement destinée aux touristes.
Oban est aussi une ville de service à destination de son arrière-pays. Ainsi, la ville dispose de succursales bancaires et des agences d'assurance, d’un hôpital, d’une école secondaire et de magasins spécialisés. Elle appuie l'agriculture locale par son marché aux bestiaux et ses entrepôts.

### La distillerie

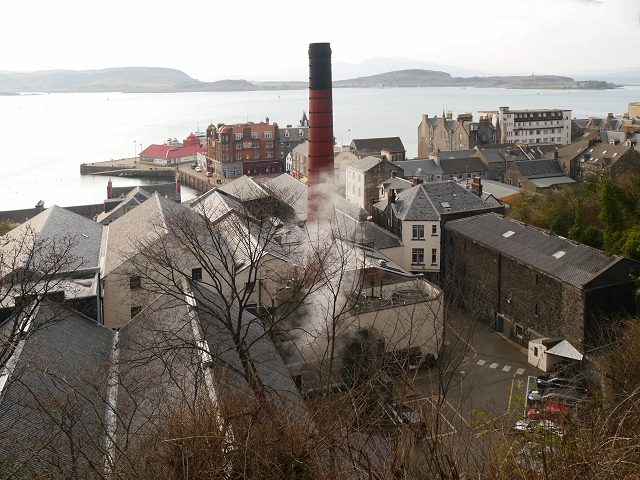
Distillerie d'Oban

Fondée en 1794, la distillerie d'Oban, produit un whisky single malt. Le site s'étend sur près de 4 300 m2. Elle emploie 7 personnes pour une capacité de production annuelle de 670 000 litres. L'eau utilisée provient du Loch Glenn a'Bhearraidh, un réservoir artificiel situé au sud de la ville. Avant 1968, la distillerie produisait ses propres malts. Actuellement ils sont fournis par une malterie commune au groupe Diageo. Côté matériel, la distillerie dispose d'un moulin pour le malt, d'une cuve de brassage d'une capacité de 6,75 tonnes de mouture d'orge maltée fournissant à chaque cuvée 32 000 litres de moût, de quatre fermenteurs de 31 000 litres et de deux alambics de type charentais de 12 600 et 7 200 litres. Le vieillissement, dans le petit chai attenant, se fait en fûts de chêne neufs ou ayant contenu du vin de Xérès,.
La distillerie fait partie du groupe Diageo tout comme : Johnnie Walker, J&B, Bell's, Blair Athol, Caol Ila, Cardhu, Knockando, Glen Elgin, Clynelish, Cragganmore, Dalwhinnie, Glenkinchie, Glen Ord, Lagavulin, Royal Lochnagar et Talisker.

### La pêche
Oban est un petit port de pêche spécialisé dans les crustacés et mollusques. Le port est dans les années 1986-1990 au 19e rang des ports de pêche écossais par les volumes débarqués avec en moyenne 2500 tonnes débarquées chaque année. Ces débarquements dépassaient 10 000 tonnes dans la seconde moitié des années 1960.

## Personnalités

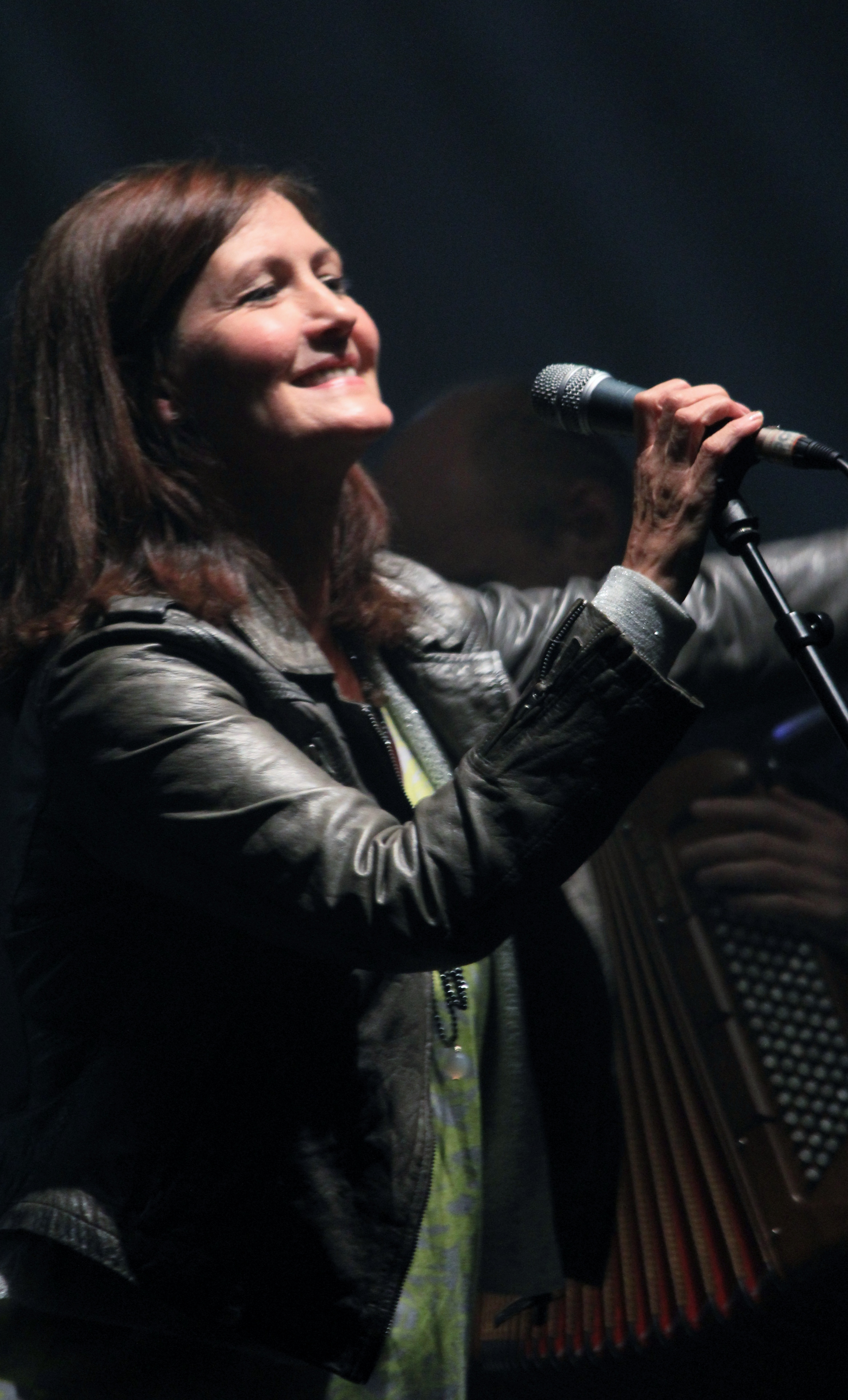
Karen Matheson, chanteuse du groupe Capercaillie (2013)

### Art et littérature
- Cappercaillie (1983-) : groupe de musique folk, formé à Oban ;
- Stuart Liddell (1973-) : joueur de cornemuse né à Oban ;
- Kenneth MacLeod (1871-1955) : celtisant, collecteur de la tradition orale gaélique, ayant résidé à Oban[44] ;
- Iain Chrichton Smith (1928-1998) : poète et romancier de langues gaélique et anglaise ayant vécu à Oban ;
- Alan Warner (1964-) : écrivain de langue anglaise né à Oban.

### Politique et religion
- Alexandre II (1198-1249) : roi d'Écosse mort sur l'île de Kerrera en baie d'Oban ;
- Ferchar Fota (? - 697) : roi des Scots du Cenél Loáirn (Terre de Lorne) puis du Dál Riata (678-697) en entier, avec pour place forte principale Dunollie à la limite nord de la ville d'Oban actuelle ;
- Ewen MacDougall (? -1275) : roi des Îles (1248-1263), seigneur d'Argyll, 3e seigneur de Dunollie et de Lorne, fait de la forterresse de Dunollie, à la limite nord de la ville d'Oban actuelle, le siège du clan ;
- Allan MacLean (1840-1911) : homme politique australien né à Oban ;
- William Shepherd Morrison (1893-1961) : parlementaire et ministre britannique, né à Oban ;
- Angus Morrison (1953-) : ecclésiastique de l'Église d'Écosse, ayant vécu à Oban.

### Sport
- Magnus Bradbury (1995-) : joueur écossais de rugby à XV, formé à Oban ;
- Jamie Campbell-Walter (1972-) : pilote automobile, né à Oban ;
- Robert MacIntyre (1996-) : joueur de golf, né à Oban[45] ;
- John MacPhee (1994-) : pilote moto, né à Oban ;
- Susie Wolf (1982-) : pilote automobile, née à Oban.